# Latosaari (ö i Södra Österbotten, Seinäjoki, lat 62,96, long 23,04)
Latosaari är en ö i Finland. Den ligger i Lappo å och i kommunen Lappo i den ekonomiska regionen  Seinäjoki och landskapet Södra Österbotten, i den centrala delen av landet, 300 km norr om huvudstaden Helsingfors. Öns area är 0,3 hektar och dess största längd är 90 meter i sydväst-nordöstlig riktning.